# 特赖青
特赖青是德国巴伐利亚州的一个市镇。总面积45.42平方公里，总人口4088人，其中男性2056人，女性2032人（2011年12月31日），人口密度90人/平方公里。